# Charlie's Angels : Les Anges se déchaînent ! (jeu vidéo)
Cet article concerne l'adaptation en jeu vidéo. Pour le film de 2003, voir Charlie's Angels : Les Anges se déchaînent !.
Pour les articles homonymes, voir Charlie's Angels (homonymie).
Charlie's Angels : Les Anges se déchaînent ! (Charlie's Angels), est un jeu vidéo de genre beat 'em up développé par Neko Entertainment, édité par Ubisoft, et sorti partout dans le monde sur GameCube et uniquement en Europe sur PlayStation 2.
Il s'agit d'une adaptation de la franchise Drôles de dames, et plus précisément des deux premiers films faisant suite à la série télévisée originale. Se déroulant entre le premier et le deuxième film, il met en scène les détectives privés Alex Munday (Lucy Liu), Dylan Sanders (Drew Barrymore) et Natalie Cook (Cameron Diaz) alors qu'elles tentent de résoudre le mystère d'une série de disparitions de monuments nationaux. Liu, Barrymore et Diaz assurent le doublage de leurs personnages dans la version originale.
Le jeu est principalement connu pour avoir reçu un accueil critique majoritairement négatif et pour être considéré comme l'un des pires jeux vidéo jamais conçu. 

## Système de jeu
Le gameplay est très simple, le joueur doit se battre contre des groupes d'ennemis en effectuant des combinaisons de coups de poing et de coups de pied ou des objets. Chaque groupe d'ennemis doit être vaincu avant que le joueur ne soit autorisé à progresser dans le jeu. Lorsque le joueur est engagé dans un combat, le déplacement vers une autre zone est impossible car un mur invisible bloque son chemin. Il peut également utiliser une option pour passer d'un personnage à un autre, néanmoins, cette option n'est pas disponible pendant les combats et n'a pas d'impact sur l'évolution du jeu, le joueur devant dans tous les cas, finir le niveau avec les trois personnages. Parfois, un personnage doit effectuer une tâche précise, par exemple appuyer sur un interrupteur, tirer sur un levier ou accéder à un ordinateur afin qu'un autre puisse être autorisé à passer.
Les niveaux se terminent lorsque tous les personnages ont rempli leur objectif. Le joueur peut débloquer des bandes-annonces et des images du deuxième film de la franchise, Charlie's Angels : Les Anges se déchaînent !, en ramassant des bobines de film et des clés cachées dans les niveaux.

## Synopsis
Le jeu se déroule entre les événements des films Charlie et ses drôles de dames et Charlie's Angels : Les Anges se déchaînent !. Partout dans le monde, des monuments nationaux disparaissent mystérieusement. L'agence Townsend est contactée pour enquêter sur ces disparition. Le trio d' « Anges » actuel, composé de Natalie Cook, Dylan Sanders et Alex Munday partent donc en mission pour élucider ce mystère.

## Voix et personnages
- Cameron Diaz (VF : Marjorie Frantz) : Natalie Cook
- Drew Barrymore (VF : Laura Préjean) : Dylan Sanders
- Lucy Liu (VF : Laëtitia Godès) : Alexandra « Alex » Munday
- Thomas M. Pollard (VF : Pascal Légitimus) : Jimmy Bosley
- Allan Wenger (VF : François Dunoyer) : Charles « Charlie» Townsend

## Réception
Charlie's Angels : Les Anges se déchaînent ! reçoit un accueil majoritairement négatif de la part de la critique. Sur le site agrégateur de critiques professionnelles GameRankings, il obtient une moyenne de 24%. Le site GamesRadar+ l'a classé cinquantième de son classement des pires jeux vidéo jamais conçu.